# Pebreta
La pebreta o pebretera (Nigella sativa) és una planta herbàcia que forma part de la família de les Ranunculàcies.

## Noms populars i etimologia
Etimològicament, el nom Nigella prové del llatí, "niger", que fa referència al color negre de la llavor.
En català es coneix amb els noms populars de pebreta, pebretera i sanuj.

## Ecologia
Habita zones rocoses i camps en estat silvestre.
És originària de Síria, però actualment està distribuïda pel SE d'Europa. A la península Ibèrica la trobem a la zona del Mediterrani.

## Descripció
És una planta herbàcia anual d'uns 20-40 cm d'alçada.
Segons Raunkjaer la seva forma vital és un camefit (els meristemes resten a menys de 40 cm de terra).
Té una rel axonomorfa i la tija és epigea i herbàcia. Les seves fulles són compostes i palmaticompostes, de forma oblonga amb l'àpex agut. Tenen una disposició oposada i una textura herbàcia.
La pilositat de la pebreta és glabrescent (quasi sense pèl).
És una planta hermafrodita amb inflorescència aïllada. El seu calze és gamosèpal amb cinc sèpals. La corol·la és labiada, gamopètala amb cinc pètals, actinomorfa i de tipus rotàcia.
L'androceu consta de deu estams i el gineceu és pluricarpelar, amb cinc carpels soldats i ovari súper. El fruit, és una càpsula.

## Cultiu
Creix bé en terrenys argilosos i poc compactats. Acostuma a sembrar-se a finals de l'hivern en fileres de 20 cm de distància entre unes i altres, i floreix entre la primavera i l'estiu. L'adob amb fems frescs, no fermentat, no li és gaire favorable, és millor l'adob mineral. Les càpsules es recullen a finals de primavera (a l'Hemisferi Nord, durant el mes de juny), quan comencen a assecar-se. Cal que s'assequin en zones ben ventilades i és habitual donar-los cops per a alliberar les llavors. És important que estiguin ben seques a l'hora de guardar-les. A Espanya, durant un temps, es cultivava com a planta ornamental, però actualment ja no és tan freqüent.

## Usos

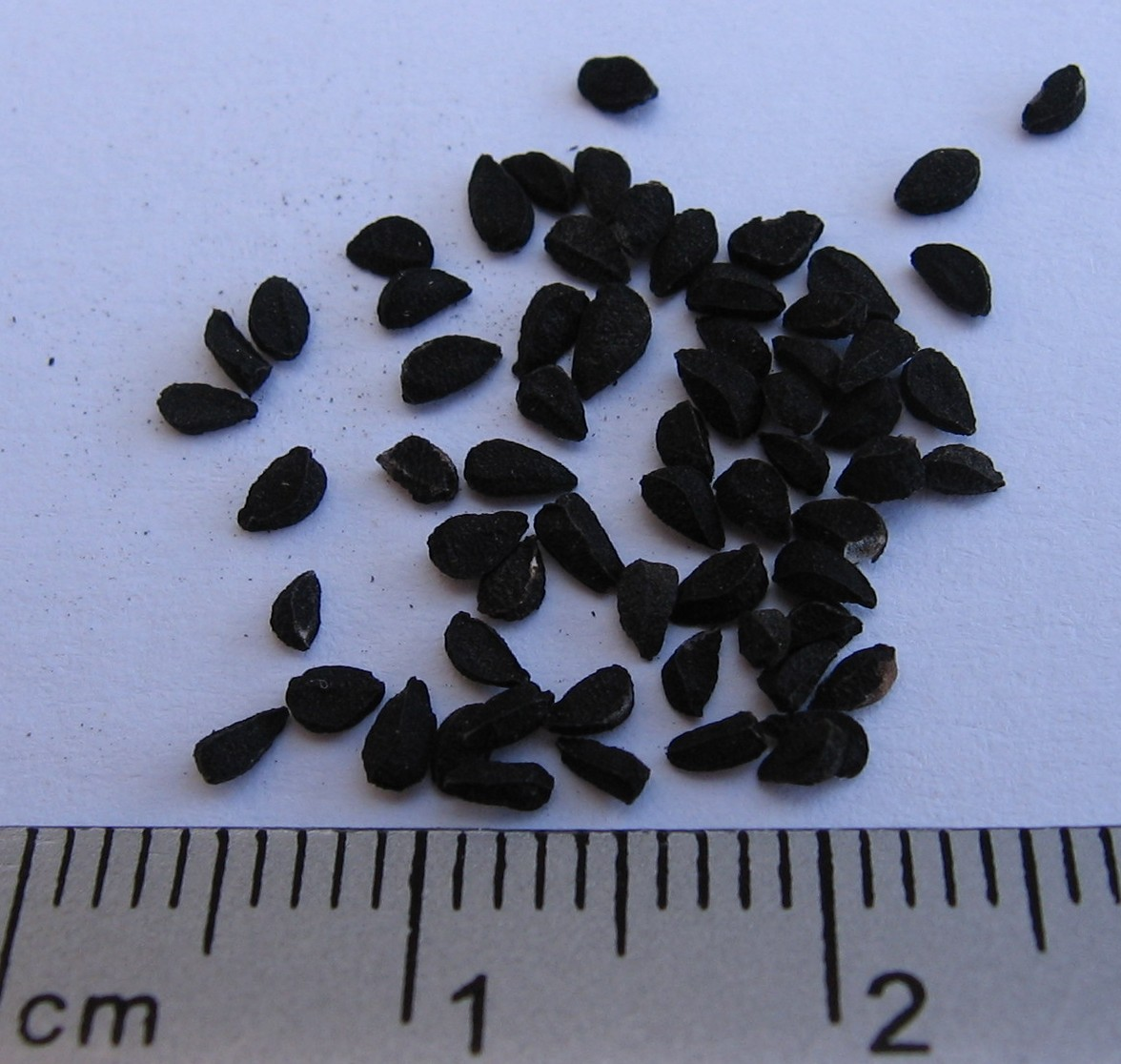
Nigella sativa; llavors

La part utilitzada són les llavors, les quals són de color negre. Els romans ja les utilitzaven com a espècie culinària en substitució del pebre negre. Actualment encara té aquest ús i a més, es fa servir també com a condiment per a productes de pastisseria i per a fer infusions. A l'Índia en fan un ús diferent, col·loquen llavors entre la roba, ja que creuen que aquestes fan allunyar els insectes.
Les llavors contenen sapònids, com la melantina que dona sabor amarg a la llavor.
També contenen olis essencials (nigelona), tanins i nigelina.
En la medicina tradicional s'utilitza com a carminatiu, colerètic, antifúngic, antisèptic, antihelmíntic, diurétic i hipotensor.
S'utilitza també com a tractament de les erupcions o taques a la pell, per la seva acció queratolítica.
Els seus àcids grassos poliinsaturats aporten una gran valor nutricional per a metabòlits descompensats. S'usa també com a tractament d'al·lèrgies, bronquitis asmática i estats febrils.
També té propietats antiinflamatòries, analgèsiques i excitants.
El te preparat amb les llavors serveix per al tractament de la diarrea i els còlics hepàtics.
L'extracte de la llavor concentrada s'utilitza per a eliminar berrugues i durícies.

### Toxicitat
Les saponines són tòxiques. Poden interferir en l'absorció d'esterols o fins i tot destruir les membranes plasmàtiques cel·lulars. Poden provocar nàusees i vòmits.